# Archanara lutea
Archanara lutea är en fjärilsart som beskrevs av Wighton. Archanara lutea ingår i släktet Archanara och familjen nattflyn. Inga underarter finns listade i Catalogue of Life.